# Yuen Long
Yuen Long is een gebied en dorp in het noordwesten van Hongkong, op de Yuen Long Plain. Het westen van Yuen Long grenst aan Hung Shui Kiu en Ha Tsuen, het zuiden aan Shap Pat Heung en Tai Tong, het oosten aan Au Tau en Kam Tin en het noorden aan Nam Sang Wai.

## Naam
De Standaardkantonese naam Yuen Long 元朗 betekent tegenwoordig meer. "Yuen Long" heeft verschillende verwijzingen in contexten. Het verwijst naar de vlek, Yuen Long New Town, Yuen Long Plain en Yuen Long District.

## Vlek
Het centrale deel van Yuen Long was traditioneel een vlek in het gebied dat nu ligt in Yuen Long San Hui (元朗新墟), in Yuen Long District in de New Territories in Hongkong. De vlek lag centraal en was omringd door dorpen. Dorpelingen kwamen ernaartoe om groente en fruit te verkopen op de markt.
De markt is een plaats om mensen uit Noordwest-New Territories toe te laten om er dingen te kopen en te verkopen. Zoals vele vlekken in Hongkong is de markt alleen op bepaalde dagen in de week geopend.

## Nieuwe steden

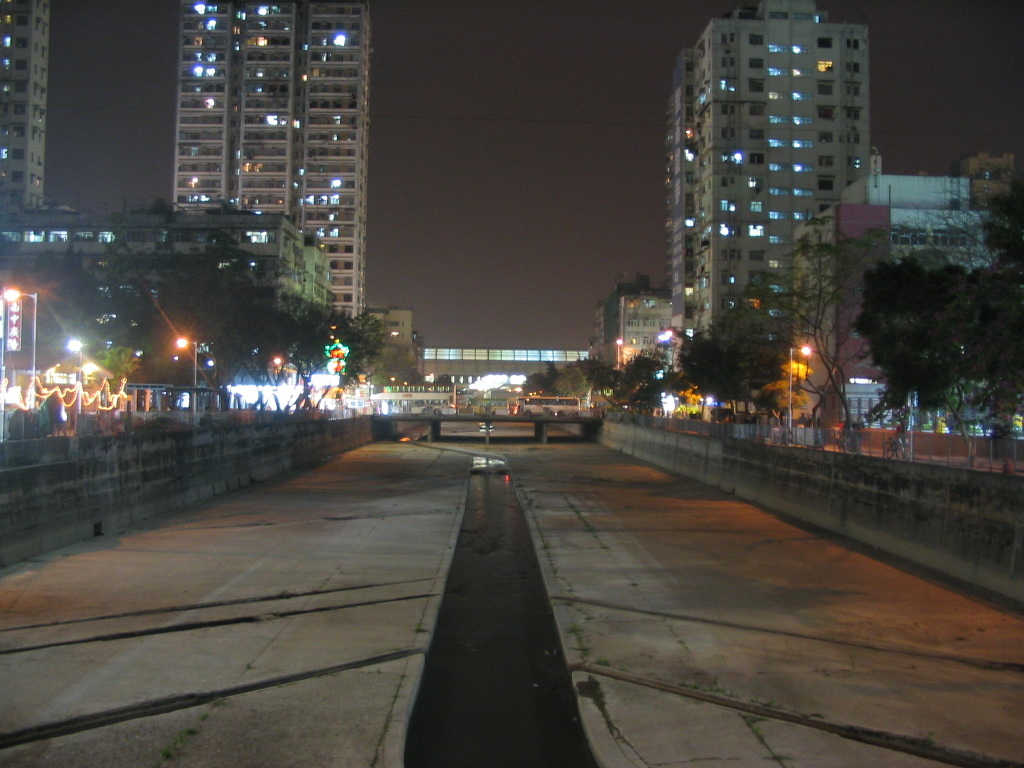
Shan Pui River die door Yuen Long Town stroomt

Twee nieuwe steden in Yuen Long zijn sinds de jaren zeventig ontwikkeld:
Yuen Long New Town is ontwikkeld in de buurt van de vlek in de late jaren zeventig in the late jaren zeventig en vroege jaren tachtig.
Tin Shui Wai New Town is ontwikkeld in de jaren negentig. Het ligt in ten westen van Yuen Long New Town.